# A.XAT Montemor-o-Novo
A.XAT Montemor-o-Novo, pełna nazwa Associação de Xadrez „A Torre” – portugalski klub szachowy z Montemor-o-Novo, trzykrotny mistrz kraju.

## Historia
Klub powstał w 2015 roku. W 2016 roku szachiści awansowali do Segunda Divisão, zaś w roku 2018 awansowali do Primeira Divisão. W sezonie 2018/2019 klub zdobył mistrzostwo Portugalii oraz puchar kraju. Zawodnikami A.XAT byli wówczas m.in. Grigorij Oparin, Manuel Pérez Candelario, Jaime Santos Latasa i Daniel Forcén Esteban. W 2019 roku klub zdobył tytuł wicemistrza kraju, skutecznie broniąc jednak Pucharu Portugalii. W sezonach 2020/2021 i 2021/2022 klub ponownie zdobył mistrzostwo Portugalii.

## Arcymistrzowie w historii klubu
- Yusnel Bacallao Alonso[7]
- José Cuenca Jiménez[8]
- Neuris Delgado Ramírez[8]
- Daniel Forcén Esteban[6]
- Grigorij Oparin[6]
- Manuel Pérez Candelario[6]
- Jaime Santos Latasa[6]